# Mordellistena rodericensis
Mordellistena rodericensis là một loài bọ cánh cứng trong họ Mordellidae. Loài này is voor het eerst wetenschappelijk beschreven bởi Blair.